# Ceromya varichaeta
Ceromya varichaeta là một loài ruồi trong họ Tachinidae.